# 샤킬 콜서스트
샤킬 타이샨 "샤크" 콜서스트(영어: Shaquile Tyshan "Shaq" Coulthirst , 1994년 11월 2일 ~ )은 잉글랜드의 축구 선수이다. 포지션은 스트라이커이며, 현재 소속팀 엡스플릿 유나이티드 FC에서 활약하고 있다.